# Orthotylus viridinervis
Orthotylus viridinervis is een wants uit de familie van de blindwantsen (Miridae). De soort werd het eerst wetenschappelijk beschreven door Carl Ludwig Kirschbaum in 1856.

## Uiterlijk
De tamelijk langwerpige blindwants is macropteer (langvleugelig) en kan 5 tot 6 mm lang worden. De heldergroene wants is bedekt met zachte lichte haartjes. De binnenrand van de punten van het verharde deel van de voorvleugels (cuneus) is vaak geel. Het doorzichtige gedeelte van de voorvleugels is grijs met gele aders. Op de geelachtige kop staan bruingele antennes. Het eerste segment is bij de vrouwtjes bruinig en bij de mannetjes zwart. De pootjes zijn volledig groen. Veel van de groene Nederlandse Orthotylus-soorten lijken op elkaar. Soms kan de waardplant uitsluitsel geven over de exacte soort, soms kan naar de lengte van de steeksnuit worden gekeken.

## Leefwijze
De soort komt als eitje de winter door en kent één generatie per jaar. De volwassen wantsen worden van mei tot augustus langs bosranden aangetroffen op bijvoorbeeld ruwe iep (Ulmus glabra) en linde (Tilia). Behalve het sap van de waardplant vangen ze ook kleine insecten zoals bladluizen. Op iepen halen ze bladluizen uit de gallen van de bessenwortelluis (Eriosoma ulmi).

## Leefgebied
De wants is in Nederland algemeen. Het leefgebied strekt zich uit van Europa tot Azerbeidzjan in Azië en de soort is ook in Noord-Amerika geïntroduceerd.